# Álvaro Salom Becerra
Álvaro Salom Becerra (Bogotá, Colombia, 15 de abril de 1922-Bogotá, 20 de diciembre de 1987) fue un escritor, periodista, magistrado y diplomático colombiano quien realizó estudios de Derecho en la Universidad Externado de Colombia (Bogotá).

## Producción literaria
Exponente de la narrativa colombiana de la segunda mitad del siglo XX, su producción literaria está caracterizada por una crítica mordaz al establecimiento político y un retrato costumbrista - y caricaturesco, de la sociedad urbana de la época en Bogotá.
Son temas recurrentes en la obra del escritor la sátira política, la corrupción, la burocracia, el clientelismo, la manipulación de masas, el desarraigo social, la pobreza y la cultura urbana. Tales temáticas las aborda de manera directa en una narrativa tragicómica, caracterizada por articulaciones entre los saberes cotidianos y reflexiones relacionadas con la inexorable perversión humana, que marcan un devenir histórico con pocas posibilidades emancipadoras.   
Trabajó como columnista en la Revista Nueva Frontera entre los años 1974 y 1977, para el periódico El Tiempo, El Espectador y la Revista Carrusel entre los años 1977 y 1979.

## Libros
- Don Simeón Torrente ha Dejado de...deber. Tercer Mundo Editores.(1969)[2]
- El Delfín.(1973)[3]
- Un tal Bernabé Bernal.(1975)[4]
- Al pueblo nunca le toca. (1979).[5]
- Un ocaso en el cenit: Gilberto Alzate Avendaño. (1985).

## Televisión y Teatro
- La obra 'Un tal Bernabé Bernal' fue adaptada en 1977 en formato de telenovela.[6]
- Noviazgo en 1920. Comedia. Puesta en escena en varias oportunidades.[7]

## Relación con la Crítica Literaria
Aunque sus obras han tenido un gran número de reimpresiones, al parecer la relación de Salom Becerra con la crítica literaria de la época no era la ideal. En el prólogo de una de sus obras escribió: 

Me importa una higa que se me niegue el título de novelista. Ese título no lo confieren las academias ni los críticos, sino el público lector. Nunca he ambicionado alcanzar esa fama literaria a la que se llega por los caminos tortuosos de la adulación  y la intriga.

No obstante, se tienen evidencias que su trabajo gozaba de especial reconocimiento. Al lanzar el libro "Don Simeón Torrente ha dejado de... deber", Agustín Rodríguez Garavito reseñaba: 

Alvaro Salom Becerra ha escrito uno de los más impresionantes documentos humanos de que tengamos noticia en la bibliografía colombiana. Corroe cada una de sus líneas. Es cierto que el autor ha escogido un tema que para muchas gentes -grandes burgueses- puede resultar insípida y lejos de su mundo. Pero para quienes hemos bajado al dolor lastrado de los humildes, quienes nos educamos en la heroicidad de una bohemia digna por falta de recursos económicos, la obra resulta cierta,amarga, de un humor cruel..